# Каштанов Євген Анатолійович
Євген Анатолійович Каштанов (народився 8 серпня 1984 у м. Бересті, СРСР) — білоруський хокеїст, нападник. Виступає за «Металург» (Жлобин) у Білоруській Екстралізі. 
Вихованець СДЮШОР «Юність» (Мінськ). Виступав за «Юність» (Мінськ), «Юніор» (Мінськ), «Німан» (Гродно), ХК «Брест», ХК «Вітебськ».
У складі національної збірної Білорусі провів 6 матчів (1 гол). У складі молодіжної збірної Білорусі учасник чемпіонатів світу 2003 і 2004 (дивізіон I). У складі юніорської збірної Білорусі учасник чемпіонатів світу 2001 (дивізіон I) і 2002. 
Чемпіон Білорусі (2006), бронзовий призер (2007, 2011). Володар Кубка Білорусі (2011), фіналіст (2010).